# Stommeknecht

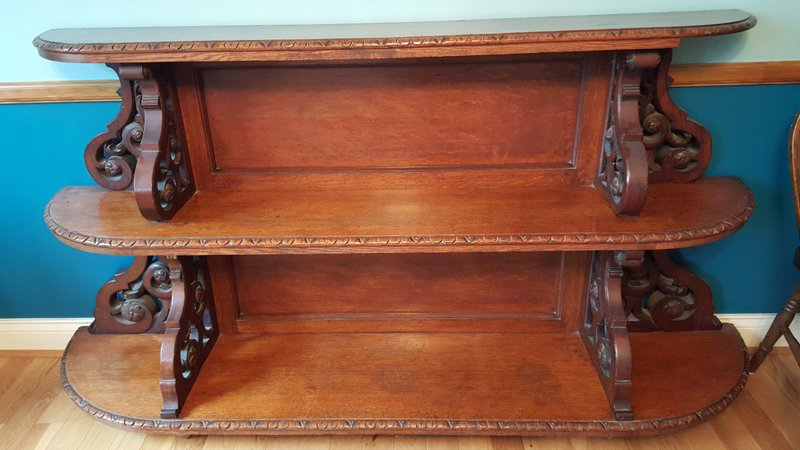
Stommeknecht

Een stommeknecht is een desserttafel.
De tafel, die in het Frans serviteur muet en in het Engels een dumb waiter wordt genoemd, is een tafel die gebruikt werd aan het eind van het diner als men geen (sprekend) huispersoneel meer in nabijheid wilde hebben. In Nederland werd de term vooral gebruikt voor tafeltjes met twee of drie boven elkaar geplaatste bladen, waarbij de bovenste bladen ook verticaal uitgeschoven konden worden. Ze bestaan sinds het einde van de 18e eeuw, en de uitschuifbare kwamen op vanaf 1830.